# Krzysztof Cichy
Krzysztof Michał Cichy (ur. 14 listopada 1980) – polski fizyk teoretyk, doktor habilitowany nauk fizycznych, nauczyciel akademicki Uniwersytetu im. Adama Mickiewicza w Poznaniu.

## Życiorys
W 2004 ukończył studia z ekonomii na Wydziale Zarządzania Akademii Ekonomicznej w Poznaniu. W 2006 ukończył fizykę na poznańskim UAM (praca magisterska pt. Metoda klasycznej grupy renormalizacji i CORE w zastosowaniu do wybranych układów kwantowych). W 2007 uzyskał na macierzystej Akademii Ekonomicznej stopień doktora nauk ekonomicznych na podstawie pracy pt. Kapitał ludzki i postęp techniczny jako determinanty wzrostu gospodarczego w nowej teorii wzrostu, przygotowanej pod kierunkiem Krzysztofa Malagi. Stopień doktora nauk fizycznych otrzymał w 2010 na podstawie pracy Lattice QCD with chirally invariant fermions, którą przygotował pod kierunkiem Karla Jansena (laboratorium DESY w niemieckim Zeuthen) oraz Piotra Tomczaka.
W okresie 2008–2011 pracował w Katedrze Ekonomii Matematycznej Wydziału Informatyki i Gospodarki Elektronicznej macierzystego Uniwersytetu Ekonomicznego w Poznaniu. Od 2010 jest zatrudniony na Wydziale Fizyki UAM, gdzie pracuje jako adiunkt w Zakładzie Fizyki Kwantowej. Zagraniczne staże naukowe odbył w laboratorium DESY w Zeuthen (2013-2014) oraz w Instytucie Fizyki Teoretycznej Uniwersytetu Goethego we Frankfurcie (2014-2017). Habilitował się na Wydziale Fizyki UAM w 2017 na podstawie oceny dorobku naukowego i cyklu publikacji pt. Chromodynamika kwantowa na sieci z fermionami twisted mass.
Swoje prace publikował m.in. w „Nuclear Physics B", „Journal of High Energy Physics" oraz „Physical Review D". 